# 허트 로커
《허트 로커》(영어: The Hurt Locker)는 2008년에 제작된 미국의 영화로, 이라크 전쟁 기간에 활동한 미국 육군 폭발물 처리반(EOD)의 활동을 바탕으로 하고 있다.
2008년 9월 4일에 베네치아 영화제에서 처음 선보였으며, 미국에서는 2009년 6월 26일에 개봉되었다.
캐서린 비글로우가 감독을 맡았고, 2004년 당시에 이라크의 미군 폭발물 처리반에 저널리스트로 동행한 마크 볼이 각본을 맡았다.
이 영화는 2009년에 평단으로부터 가장 많은 호평을 받은 영화 중 하나로 꼽힌다. 또한 이 영화는 2010년 3월 7일에 개최된 제82회 아카데미상 시상식에서 9개 부문 후보에 올라 작품상, 감독상, 각본상, 편집상, 음향상, 음향편집상 등 6개 부문을 수상하였다.
또한 전쟁 영화인데 남성감독이 아닌 여성감독의 작품이라는 점에서 놀라움을 주었다.

## 줄거리
이라크 전쟁 2년차, 미군 폭발물 처리반 브라보 중대는 급조폭발물을 로봇으로 식별하고 파괴하려 하지만, 기폭 장치를 운반하는 수레가 고장난다. 팀장인 매튜 톰슨 중사는 직접 폭발물을 설치하지만, 이라크 반군이 휴대폰으로 폭발물을 터뜨려 사망한다. 분대원인 오언 엘드리지 병장은 휴대폰을 든 남자를 죽이는 데 실패한 생존자 죄책감을 느낀다.
윌리엄 제임스 일등상사가 톰슨 중사 대신 투입된다. 그는 직접 폭탄을 해체하는 것을 선호하고 자신의 계획을 소통하지 않아 J.T. 샌본 병장과 자주 마찰을 빚는다. 그는 급조폭발물에 접근할 때 연막탄으로 샌본의 시야를 가리고, 이라크 반군이 9볼트 배터리로 폭발물을 터뜨리려 하기 직전에 해체한다. 또 다른 사건에서는 샌본이 너무 오래 걸린다며 반대하는데도 불구하고 제임스는 복잡한 차량 폭탄을 해체하겠다고 고집한다. 제임스는 이에 응하여 헤드셋을 벗고 샌본에게 "가운뎃손가락"을 날린다. 샌본은 그의 행동에 너무 걱정한 나머지 기지 밖에서 사용하지 않는 폭탄을 터뜨리던 중 엘드리지에게 제임스를 프래깅할 것을 노골적으로 제안한다.
기지로 돌아오던 중, 그들은 타이어가 펑크 난 SUV 근처에서 이라크 복장을 한 무장한 남자 다섯 명을 만난다. 긴장된 만남 끝에 제임스는 그들이 우호적인 영국 민간 군사 계약자임을 알게 된다. 타이어를 수리하던 중 그들은 저격 공격을 받는다. 계약자 세 명이 사망하고, 제임스와 샌본이 저격에 맞서 반군 세 명을 사살한다. 엘드리지는 자신들의 옆구리를 공격하려던 네 번째 반군을 사살한다.
창고를 급습하던 중, 제임스는 기지 밖에서 DVD를 팔고 축구를 하던 이라크 소년 베컴이라고 믿는 "몸 폭탄"을 발견한다. 대피 중, 캠프의 정신과의이자 엘드리지의 상담사였던 존 캠브리지 중령이 폭발로 사망한다. 엘드리지는 더욱 큰 충격을 받는다. 제임스는 베컴의 동료로 보이는 사람에게 총을 겨누고 그를 베컴의 집으로 데려가라고 말하며 기지 밖으로 몰래 나간다. 그는 아무 관계 없는 이라크 교수 집에 남겨지고, 제임스는 도망친다.
유류 운반차 폭파 현장에 호출된 제임스는 근처에서 반군을 찾아 나선다. 샌본은 반대하지만, 제임스가 추격을 시작하자 그와 엘드리지도 뒤따른다. 그들이 헤어진 후, 반군이 엘드리지를 붙잡는다. 제임스와 샌본이 그를 구출하지만, 엘드리지는 다리에 총을 맞는다. 다음 날 아침, 베컴이 멀쩡하게 살아있는 채로 제임스에게 다가오고, 제임스는 그를 무시하고 말없이 지나간다. 수술을 위해 항공으로 이송되기 전, 엘드리지는 자신의 부상에 대해 제임스를 분노하며 비난한다.
파병이 끝나기 전날, 그들은 원치 않게 한 남자의 몸에 묶인 자살 폭탄을 해체하라는 명령을 받는다. 제임스는 타이머가 만료되기 전에 자물쇠를 자를 수 없었고, 그들은 남자를 버릴 수밖에 없었다. 샌본은 죽음의 위기에 괴로워하며, 부모님 외에는 아무도 자신의 죽음을 슬퍼하지 않을 것이라 한탄하며 제임스에게 아들을 낳기 위해 군을 떠나고 싶다고 말한다.
브라보 중대의 교대 기간이 끝나고, 제임스는 전처 코니와 어린 아들에게 돌아간다. 그러나 그는 집에서의 평범한 민간인 생활에 만족하지 못한다. 제임스는 아들에게 자신이 사랑하는 유일한 것이 하나뿐이라고 고백한다. 그는 델타 중대와 함께 또 다른 1년간의 파병을 시작한다.

## 영화의 의의
주인공은 이라크의 폭발물 처리반(EOD)으로서 파병복무중에 있다 상황을 즐기는 인물로서 팀원을 위험에 몰아넣기도 한다. 그리고 일상으로 잠시 돌아오게 되는데 그는 일상 생활에서 권태감을 느끼고는 병영 생활을 다시 그리워하게 되는데 이는 전쟁이 인간을 폭력적으로 변하게 한 면모라고 할 수 있으며 액션 장면을 최대한 배제한 스릴러적 요소와 후반부의 자살폭탄용이 된 무고한 시. 그는 전장의 위험한민을 구해내지 못하는 장면은 전쟁의 처절성을 고발한다. 또한 파병복무중인 군인들의 심정을 잘 드러낸다.

## 출연
- 제러미 레너 - 윌리엄 제임스(중사) 역
- 앤서니 매키 - JT 샌본(하사) 역
- 브라이언 게러티 - 오언 엘드리지(상병) 역
- 가이 피어스 - 맷 톰슨 역
- 레이프 파인스 - 콜트랙트 팀 리더 역
- 데이비드 모스 - 리드 역
- 에반젤린 릴리 - 코니 제임스 역
- 크리스천 카마고 - 존 캠브리지(군의관) 역

## 한국판 성우진(KBS)
- 양석정 - 제임스(제러미 레너)
- 원호섭 - 샌본(앤서니 매키)
- 남도형 - 엘드리지(브라이언 게러티)
- 김승준 - 톰슨(가이 피어스) / 콜트랙트 팀 대원(샘 레드포드)
- 전숙경 - 코니(에반젤린 릴리) / 베컴(크리스토퍼 사예그)
- 이재용 - 콜트랙트 팀 리더(레이프 파인스)
- 이장원 - 리드(데이비드 모스)
- 설영범 - 군의관(크리스천 카마고)
- 전인배 - 부대 통신병(마크 베하르)
- 윤세웅 - 찰리(샘 스프루엘)
- 홍진욱 - 크리스(배리 라이스)
- 이지환 - 콜트랙트 팀 대원(라이언 트라몽)
- 조규준 - 콜트랙트 팀 대원(페이살 사도운)